# Sonnebornův–Bergerův systém
Sonnebornův–Bergerův systém (též Sonneborn–Berger, Sonneborn či SB) je pomocné hodnocení při šachových turnajích, které upřednostňuje hráče, kteří byli úspěšnější ve hře se silnějšími soupeři. Je nejpoužívanějším pomocným hodnocením v šachových turnajích hraných systémem každý s každým.

## Jméno
V anglosaských končinách se tento systém označuje "Neustadtl score", což je zřejmě přesnější, jelikož roku 1882 tento systém vymyslel právě Hermann Neustadtl. Pánové William Sonneborn a Johann Berger byli hlasitými odpůrci tohoto hodnocení a neúspěšně prosazovali vlastní systém, jenž se však neprosadil a dnes se nikde nepoužívá. 

## Princip
Za každého soupeře, kterého hráč porazil, se mu do Sonnebornova–Bergerova systému přičte součet turnajových bodů, které soupeř získal, a za každého soupeře, se kterým remizoval, polovina turnajových bodů, které soupeř získal. Za soupeře, s nimiž prohrál, se hráči nezapočítá nic. Hodnocení tedy upřednostňuje hráče úspěšnější ve hře se silnějšími soupeři. Tento systém je většinou používán v turnajích, kde hraje každý s každým a kde tedy systémy, které upřednostňují hráče, co hráli se silnějšími soupeři (Buchholz), nemají smysl. V turnajích, kde nehraje každý s každým, je většinou používán až jako další pomocné hodnocení (po Buchholzově systému).

## Příklad použití
Turnajová tabulka při použití Sonnebornova–Bergerova systému, jehož body jsou v posledním sloupci (jde o 8. finále Mistrovství světa v korespondenčním šachu):
```
                  1 2 3 4 5 6 7 8 9 0 1 2 3 4 5
1.  Sloth         X ½ ½ 1 ½ ½ 1 1 ½ 1 ½ 1 1 1 1  11   69,5
2.  Zagorovsky    ½ X 0 ½ 1 ½ 1 1 1 ½ 1 1 1 1 1  11   66,75
3.  Kosenkov      ½ 1 X ½ ½ ½ ½ ½ 1 1 ½ 1 1 1 1  10½  67,5
4.  Khasin        0 ½ ½ X ½ 1 ½ 0 1 1 ½ 1 ½ 1 ½  8½   54,75
5.  Kletsel       ½ 0 ½ ½ X ½ ½ ½ ½ 0 1 1 ½ 1 1  8    53,5
6.  De Carbonnel  ½ ½ ½ 0 ½ X ½ ½ 0 1 ½ ½ 0 1 1  7    45,25
7.  Arnlind       0 0 ½ ½ ½ ½ X ½ 1 0 ½ ½ 1 1 ½  7    42,5
8.  Dunhaupt      0 0 ½ 1 ½ ½ ½ X 0 ½ 1 0 1 ½ 1  7    41,5
9.  Maedler       ½ 0 0 0 ½ 1 0 1 X 1 ½ ½ ½ ½ 1  7    41,5
10. Estrin        0 ½ 0 0 1 0 1 ½ 0 X 1 1 1 0 1  7    40,5
11. Walther       ½ 0 ½ ½ 0 ½ ½ 0 ½ 0 X 0 1 ½ 1  5½   33,25
12. Boey          0 0 0 0 0 ½ ½ 1 ½ 0 1 X ½ ½ 1  5½   28,5
13. Abramov       0 0 0 ½ ½ 1 0 0 ½ 0 0 ½ X ½ 1  4½   24,75
14. Siklos        0 0 0 0 0 0 0 ½ ½ 1 ½ ½ ½ X 1  4½   22,75
15. Nun           0 0 0 ½ 0 0 ½ 0 0 0 0 0 0 0 X  1    7,75
```

Sonnebornův–Bergerův systém zde rozhoduje o pořadí hráčů se stejným počtem bodů, tedy na 1. a 2. místě, 6. až 10. místě, 11. a 12. místě a 13. a 14. místě. Stojí za povšimnutí, že hráči na 8. a 9. místě mají ve výše uvedeném příkladu stejný počet bodů i podle Sonnebornova–Bergerova systému, takže tam muselo být použito ještě nějaké další pomocné hodnocení, o němž nám ale tabulka nic neříká. Rozhodně nešlo o vzájemnou partii, neboť tu vyhrál hráč, kterého tabulka umisťuje na 9. místo.